# Thryptomene stenophylla
Thryptomene stenophylla är en myrtenväxtart som beskrevs av Ernst Georg Pritzel. Thryptomene stenophylla ingår i släktet Thryptomene och familjen myrtenväxter. Inga underarter finns listade i Catalogue of Life.